# Euroscaptor micrura
Euroscaptor micrura es una especie de mamífero eulipotiflano de la familia Talpidae.

## Distribución geográfica
Se encuentra en Bután, China, India, Laos, Malasia, Nepal, Tailandia y Vietnam.